# باول ليندكويست
باول ليندكويست (بالسويدية: Paul Lindquist)‏ هو مدون وسياسي سويدي، ولد في 25 مايو 1964 في ستوكهولم في السويد. حزبياً، نشط في حزب التجمع المعتدل.